# Şüvəlan FK
Şüvəlan FK was een Azerbeidzjaanse voetbalclub uit Şüvəlan in de gemeente Bakoe.
De club speelt zijn thuiswedstrijden in het AZAL Arena dat een totale capaciteit heeft van 3.000 zitplaatsen. De clubkleuren zijn blauw en wit maar als derde kleur wordt ook soms zwart gebruikt. In de competitie heeft de club nog geen beste prestaties maar in het beker wist het wel al paar keer de halve finale te bereiken. Dit was sinds de oprichting de beste resultaten in het Beker van Azerbeidzjan. Het beste resultaat in het hoogste divisie van het land is een 2de plaats.

## Geschiedenis
De club werd in 1996 opgericht als zaalvoetbalclub AMMK en speelde tot 2004 op het hoogste zaalniveau en ook in de UEFA Futsal Cup. In 2004 werd het een veldvoetbalclub en promoveerde in 2005 voor het eerst naar de hoogste klasse en nam de naam FK Olimpik Bakoe aan. In het eerste seizoen werd de club twaalfde op veertien clubs en kon zich net van degradatie redden. In 2009 werd de naam Olimpik-Şüvəlan PFC Baku aangenomen en in 2010 vanwege sponsorredenen AZAL PFK. De club kwalificeerde zich voor de UEFA Europa League 2011/12 waarin het vanwege UEFA regelgeving omtrent sponsoring als Olimpik speelde. In mei 2017, na degradatie, werd de naam Şüvəlan FK aangenomen.
In 2019 werd de club opgeheven.

## Şüvəlan in Europa
#Q = #kwalificatieronde, T/U = Thuis/Uit, W = Wedstrijd, PUC = punten UEFA coëfficiënten .
Uitslagen vanuit gezichtspunt Şüvəlan FK
| Seizoen | Competitie    | Ronde | Land                 | Club         | Totaalscore | 1e W    | 2e W    | PUC |               |
| ------- | ------------- | ----- | -------------------- | ------------ | ----------- | ------- | ------- | --- | ------------- |
| 2008/09 | UEFA Cup      | 1Q    | Vlag van Servië      | FK Vojvodina | 1-2         | 0-1 (U) | 1-1 (T) | 0.5 | Olimpik Bakoe |
| 2011/12 | Europa League | 1Q    | Vlag van Wit-Rusland | FC Minsk     | 2-3         | 1-1 (T) | 1-2 (U) | 0.5 | Olimpik Bakoe |

Totaal aantal punten voor UEFA coëfficiënten: 1.0

## Bekende (ex-)spelers
- Viktor Ibekoyi
- Stanislav Namașco